# Izra-völgy és az Arlói-tó
Izra-völgy és az Arlói-tó este o arie protejată (arie specială de conservare — SAC, sit de importanță comunitară — SCI) din Ungaria întinsă pe o suprafață de 1.349,12 ha, integral pe uscat.

## Localizare
Centrul sitului Izra-völgy és az Arlói-tó este situat la coordonatele 48°08′50″N 20°17′22″E / 48.147222°N 20.289444°E.

## Înființare
Situl Izra-völgy és az Arlói-tó a fost declarat sit de importanță comunitară în mai 2004 pentru a proteja 2 specii de plante și 13 specii de animale. Situl a fost protejat și ca arie specială de conservare în februarie 2010.

## Biodiversitate
Situată în ecoregiunea panonică, aria protejată conține 11 habitate naturale: Mlaștini alcaline, Păduri panonice cu Quercus pubescens, Păduri aluvionare cu Alnus glutinosa și Fraxinus excelsior (Alno-Padion, Alnion incanae, Salicion albae), Păduri panonice cu Quercus petraea și Carpinus betulus, Pajiști uscate seminaturale și facies de acoperire cu tufișuri pe substraturi calcaroase (Festuco-Brometalia) (* situri importante pentru orhidee), Liziere de ierburi înalte hidrofile de câmpie și de nivel montan până la alpin, Păduri de fag Asperulo-Fagetum, Păduri panonice-balcanice de stejar turcesc - stejar sesil, Pajiști aluvionare inundabile, de Cnidion dubii, Fânețe de joasă altitudine (Alopecurus pratensis, Sanguisorba officinalis), Păduri de fag Luzulo-Fagetum.
La baza desemnării sitului se află mai multe specii protejate:
- plante (2): papucul doamnei (Cypripedium calceolus), sisinei (Pulsatilla grandis)
- mamifere (2): lupul (Canis lupus), castor (Castor fiber)
- nevertebrate (11): croitorul mare al stejarului (Cerambyx cerdo), Coenagrion ornatum, Cucujus cinnaberinus, orthosia schmidtii (Dioszeghyana schmidtii), fluturele de noapte (Eriogaster catax), Hypodryas maturna, Limoniscus violaceus, rădașcă (Lucanus cervus), fluturele purpuriu (Lycaena dispar), Vertigo angustior, Vertigo moulinsiana

Pe lângă speciile protejate, pe teritoriul sitului au mai fost identificate 12 specii de plante, 6 specii de nevertebrate.